# Wundowie
Wundowie is een historisch belangrijke plaats in de regio Wheatbelt in West-Australië. Haar hoogoven lag aan de basis van West-Australiës industrialisatie. Het dorp werd als tuindorp voor de arbeiders ontworpen.

## Geschiedenis
Ten tijde van de Europese kolonisatie leefden de Whadjuk Nyungah in de streek.
In 1907 vroeg het 'Railways Department' om een nevenspoor langs het toenmalige traject van de spoorweg tussen Perth en Northam de naam 'Wundowing' te geven. De landmeter-generaal besloot het tot 'Wundowi' af te korten.
In 1943 besliste de overheid er een hoogoven te installeren en een dorp voor de arbeiders te ontwikkelen. Er werd voor Wundowie gekozen omdat in de omgeving ijzererts en hout voorhanden waren en omdat C.Y. O'Connors waterpijpleiding en de Eastern Railway er langs liepen. (In de jaren 1950 zou op ijzererts uit Koolyanobbing worden overgeschakeld omdat het ijzergehalte van dat erts hoger lag.) De hoogoven stond aan de wieg van West-Australiës ijzerindustrie. Het dorp werd als een tuindorp ontworpen.
Wundowie werd in 1947 officieel gesticht. Het werd vernoemd naar een nabijgelegen waterbron, de 'Woondowing Spring'. De naam is Aborigines van oorsprong maar de betekenis is niet met zekerheid gekend. De naam zou kunnen zijn afgeleid van het woord 'Ngwundow' wat "gaan liggen" betekent.
In 1949 werd een basisschool gebouwd. Een gemeenschapszaal uit 1947 waar tot 1949 werd les gegeven werd in 1976 door een nieuwe gemeenschapszaal vervangen. In 1990 werd een nieuwe basisschool geopend.

## Beschrijving
Wundowie maakt deel uit van het lokale bestuursgebied (LGA) Shire of Northam. Wundowie heeft een basisschool, een gemeenschapszaal, een gezondheidscentrum, een bibliotheek, een zwembad en enkele andere sportfaciliteiten.
In 2021 telde Wundowie 1.372 inwoners tegenover 1.367 in 2006. Ze vinden voornamelijk tewerkstelling in de ijzergieterij, een gevangenis en een slachthuis.

## Toerisme
Wundowie is uniek in West-Australië omdat het als tuindorp ontworpen werd. Het dorp staat daardoor sinds 2011 als erfgoed opgelijst.
De 'Kep Track' loopt langs Windowie.

## Transport
Wundowie ligt langs de Great Eastern Highway, 67 kilometer ten oostnoordoosten van de West-Australische hoofdstad Perth, 50 kilometer ten noordwesten van het aan de Great Southern Highway gelegen York en 33 kilometer ten zuidwesten van Northam, de hoofdplaats van het lokale bestuursgebied waarvan het deel uitmaakt.

## Externe links

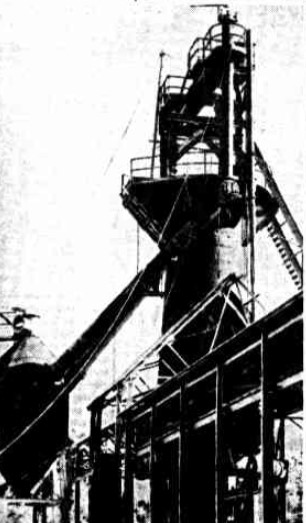
Houtskoolhoogoven te Wundowie in 1952

## Klimaat
Wundowie heeft een warm mediterraan klimaat, Csa volgens de klimaatclassificatie van Köppen. De gemiddelde jaarlijkse temperatuur bedraagt er 17,1 °C en de gemiddelde jaarlijkse neerslag 688 mm.